# فريدريك تاونسند وارد
فريدريك تاونسند وارد (بالإنجليزية: Frederick Townsend Ward)‏ هو عسكري أمريكي، ولد في 29 نوفمبر 1831 في سالم في الولايات المتحدة، وتوفي في 22 سبتمبر 1862 في نينغبو في الصين.

## وصلات خارجية
- فريدريك تاونسند وارد على موقع الموسوعة البريطانية (الإنجليزية)